# Польсько-московитська унія
Річ Посполита Польщі, Литви та Московії була запропонованою державою, яка мала б базуватися на персональній унії між Королівством Польським, Великим Князівством Литовським та Московією. У період з 1574 по 1658 рік і навіть у другій половині 18 століття було здійснено низку серйозних спроб, різними засобами, створити такий союз, але він так і не здійснився через несумісні вимоги з обох сторін.
Запропонована унія відома в польській історіографії як Троїцька унія (unia troista), а також називалася польсько-російською унією (unia polsko-rosyjska) або польсько-московитською спілкою (unia polsko-moskiewska).

## Обґрунтування
Прихильники такого союзу серед польської шляхти, зокрема впливові на той час світські мислителі Ян Замойський та Лев Сапега, перерахували декілька аргументів на його користь: мир на неспокійному східному кордоні, могутній військовий союзник і відносно малонаселені території (у порівнянні з Корона Польська) за колонізацію та панщину. Ідею також підтримали єзуїти та інші папські емісари, які не переставали розважати ідею залучення східної православної Московії до католицького лона. Бояри вважали цю пропозицію привабливою (наприклад, Борис Годунов, прихильник кандидатури царя Федора I) з різних причин, серед яких той факт, що Золоті вольності Речі Посполитої, якщо їх застосувати в Московії, послаблять царя влади і тим самим надати московитському дворянству набагато вищий статус, ніж він мав раніше.
Пропозиції того часу стосувалися запровадження персональної унії між Річчю Посполитою та Росією, різноманітних економічних і політичних угод (усунення торгових бар'єрів, вільне переміщення людей тощо), аж до створення однієї країни на основі що призвело до створення передусім Речі Посполитої (Люблінська унія 1569 р.). Проте всі пропозиції польської сторони були відхилені московитським царем. Найперспективніші переговори відбулися в 1600 р., коли до Москви прибула польська дипломатична місія на чолі з Левом Сапегою. Сапега представив Борису Годунову розгорнуту ідею унії Польщі-Литви та Росії. Піддані обох правителів повинні були вільно служити іншому правителю, подорожувати в його країну, укладати шлюби з підданими іншого правителя, володіти землею і їхати вчитися в країну іншого правителя.
Хоча московитська сторона була готова погодитися на деякі частини запропонованих договорів (наприклад, на екстрадицію підозрюваних у злочинах), вона суворо виступала проти пунктів про релігійну толерантність (неправославні релігії, особливо католицизм, переслідувалися в Московії, на відміну від Речі Посполитої, що дозволяло проповідувати всю віру) та вільне пересування людей (за даними польських вчених). Перетворення московитського царату на республіку за зразком Речі Посполитої виявилося занадто амбітним проєктом. Багато московитів боялися полонізації, як це вже відбувалося з литовською та русинською шляхтою, і зростаючої небезпеки, пов'язаної із збільшенням кількості селян і навіть шляхетських біженців, які втекли з Московії, на що московитський цар Іван відповів: політика жорстоких репресій, так звана опричнина. Берестейська унія 1596 р. була ще одним аргументом для православних противників тісніших зв'язків між Московією та Річчю Посполитою, які стверджували, що це є прелюдією до окатоличення Московії.

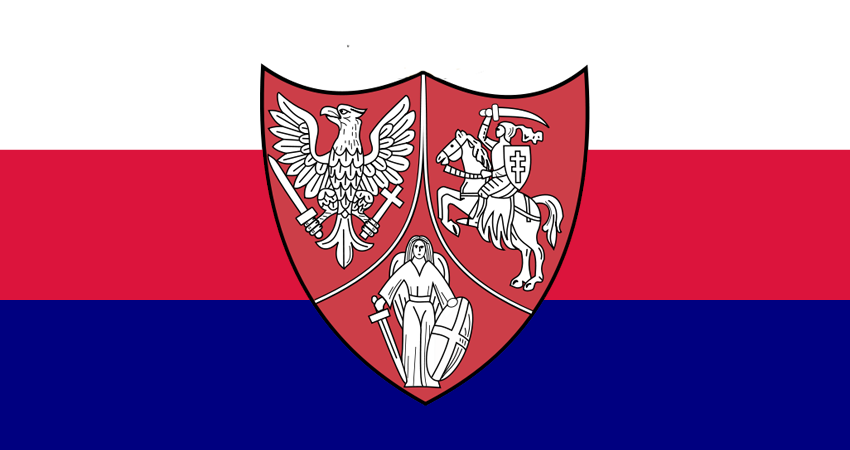
Польсько-Литовсько-Руська Річ Посполита

## Історія

### Польська спадкоємність

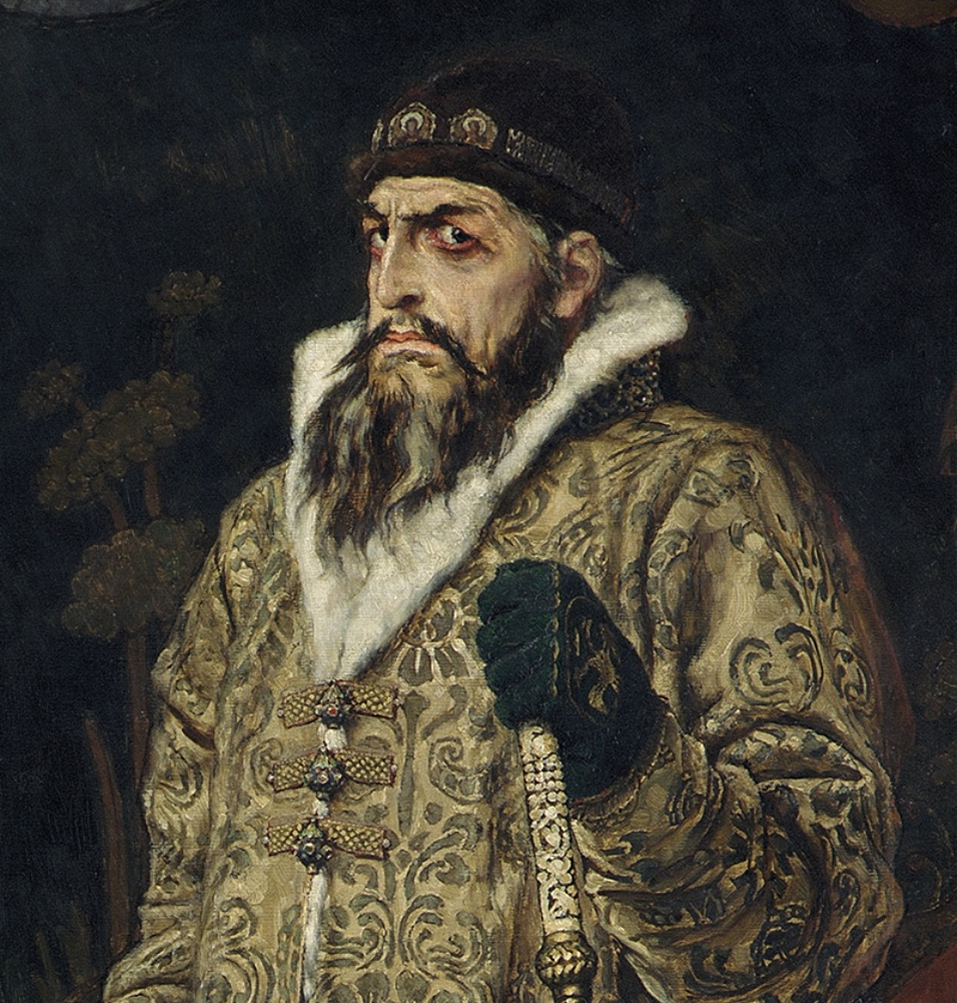
Іван IV був кандидатом на польський престол

Вперше ця ідея виникла в XVI столітті після смерті останнього польського короля з династії Ягеллонів Сигізмунда II Августа. Московитський цар Іван IV («Грозний») став популярним кандидатом серед польської шляхти. Він мав значну підтримку в Польщі, особливо серед дрібної та середньої шляхти, яка вбачала в ньому можливість обмежити зростаючу могутність польсько-литовських магнатів. Під час міжцарювання з Польщі до Москви були направлені дві дипломатичні місії (на чолі з Міхалом Гаррабурда, писарем Літевським і Єнджеєм Тарановський) для проведення обговорень. Переговори провалилися через військові дії внаслідок Лівонської війни, територіальні вимоги Івана (який хотів, щоб колишні території Київської Руси були під контролем Литви), а також рішення Івана, що московитська сторона «не опускатиметься до рівня». інших європейських монархій і відправити дипломатичну місію до Польщі з благанням, щоб він став королем". Під час другого міжцарства, у 1574 р., кандидатура Івана IV була навіть високо оцінена в Польщі, однак московитська дипломатична місія, яка прибула до Польщі, не мала ні наказів, ні прерогатив вести переговори з цього питання. Зрештою розчарована проіванівська фракція в особі Яна Сераковського виступила у Сеймі із заявою: ... Великий князь Московитський був би найкращим вибором для короля, але через його мовчання ми змушені його забути і більше не згадувати про нього.

### Московитська спадкоємність

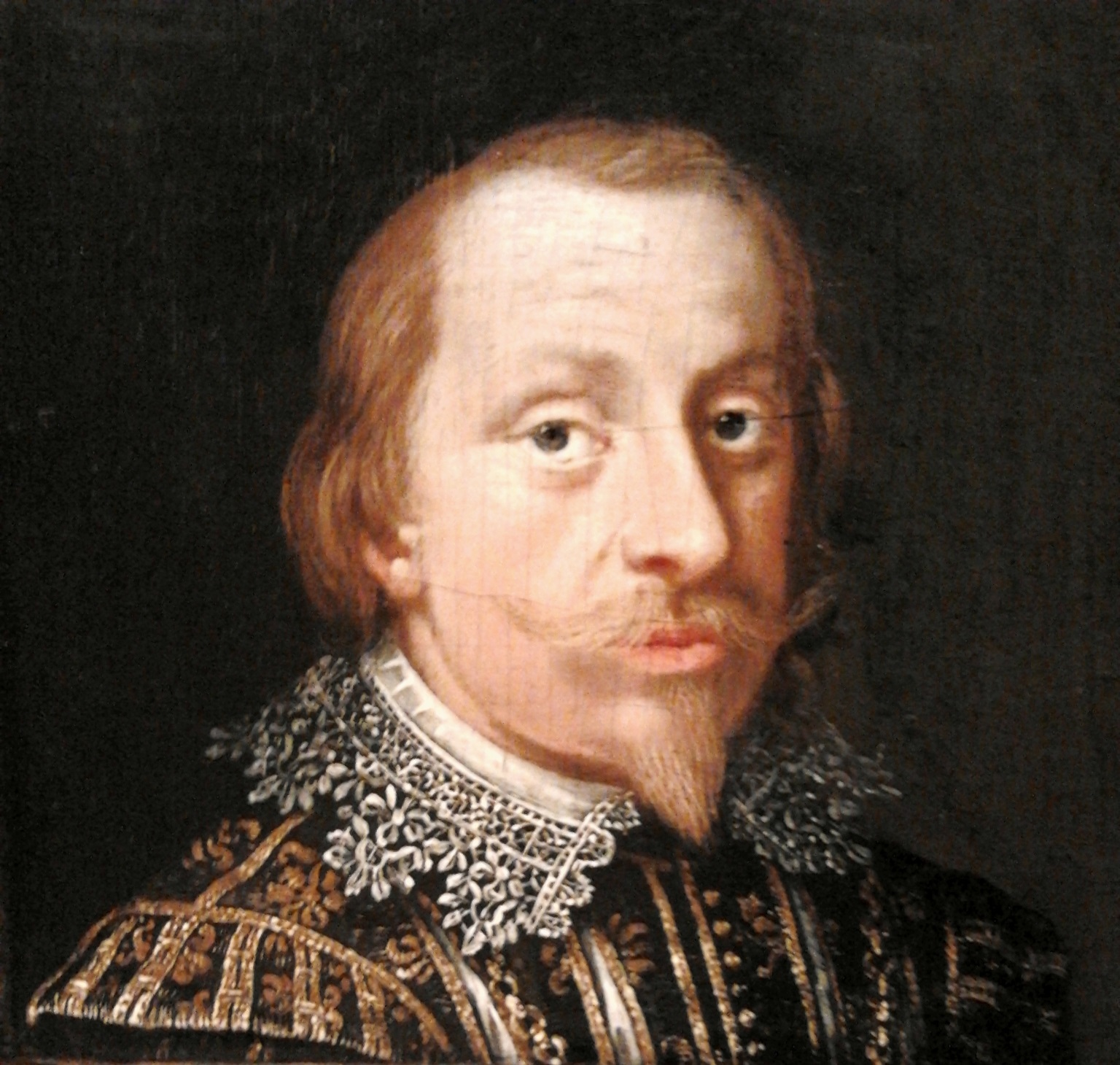
На московитський престол претендував польський Владислав Ваза

Змішане коло прихильників цієї ідеї побачило можливість у Росії після смерті Івана Грозного, останнього тогочасного московитського правителя, легітимність якого ніколи не ставилася під сумнів. Ця пропозиція була відновлена невдовзі після смерті Івана, за часів правління Стефана Баторія в Польщі та Федора I в Росії. Після смерті Баторія в 1587 р. Федір І дуже зацікавився здобуттям польського престолу і відправив до Польщі дипломатичну місію. Його підтримка серед литовців була високою, але поляки висунули кілька вимог, серед яких вимагали переходу Федора в католицтво, що було абсолютно немислимою подією. Згодом Сигізмунда III Вазу обрали королем Польщі. Смерть Федора спонукала Сигізмунда висунути свою кандидатуру на московитський престол, однак до моменту прибуття польської дипломатичної місії до Москви новим царем був обраний Борис Годунов.
Оскільки питання легітимності затьмарювали весь період правління Бориса Годунова, Росія занурилася в ще більший хаос після його смерті, московитський Смутний час, який супроводжувався рішучим польським збройним втручанням, або польсько-московитською війною (1605—1605). 1618), яку в Росії зазвичай називають польською інтервенцією в кінці XVII століття.  У ході польсько-московської війни польський князь (згодом король) Владислав IV Ваза був ненадовго обраний московитським царем серед інших таких дивних подій, як інтронізація та короткочасне правління Лжедмитрія I, самозванця царя Івана. син. Однак Владислав так і не був офіційно інтронізований, і його швидке обрання залишилося в історії як одна із випадкових подій московитського Смутного часу.
Ідея була знову висунута в 1656—1658 роках, коли Москва припустила, що одним із пунктів переговорів буде обрання московитського царя на польський престол. Цього разу саме польська сторона висунула вимоги (перехід у католицтво, територіальні зміни), які зрештою відбили росіян від реалізації цього проекту.

### Пропозиція останнього польського короля
Нарешті, ідея повернулася в 18 столітті, коли останній польський король Станіслав Август Понятовський спробував врятувати польську державу, запропонувавши одружитися між собою та російською імператрицею Катериною II.
Сама можливість того, що така ідея могла бути серйозно розглянута польською стороною на ранньому етапі, ймовірно, ґрунтувалася на дусі Варшавської конфедерації 1573 року (Варшавського договору), який гарантував, принаймні формально, рівність некатолицьких шляхтичів у Співдружність. Проте, хоча прийнята конвенція була безпрецедентно ліберальним актом для свого часу, така повна рівність ніколи не була досягнута насправді навіть у самій Речі Посполитій. Беручи до уваги, що найбільше розколів того часу, якщо не династичне, то були релігійні, а стосунки між католицькою та східно-православною гілками християнства були в кращому випадку напруженими, залишається дивним, що така ідея взагалі серйозно розглядалася. Так само малоймовірно, що така ідея могла бути прийнята російською стороною, оскільки ставлення до католицизму в Російській імперії було вкрай негативним.
Таким чином, хоча ідея Речі Посполитої рано була підтримана деякими прогресивними і світськими польськими дипломатами, врешті-решт зусилля небагатьох не змогли подолати протистояння Росії католицизму та побоювання, що такий союз стане католицьким. панування над православною релігією.